# Vesikko
Vesikko – okręt podwodny z okresu II wojny światowej służący w fińskiej marynarce wojennej, jednostka prototypowa dla niemieckich U-Bootów IIA. Obecnie okręt muzeum.
Na początku lat 30. XX w. fińska stocznia w Turku zbudowała dla rodzimej marynarki wojennej trzy okręty podwodne typu Vetehinen. Jednostki skonstruowano na podstawie planów Ingenieurskantoor voor Scheepsbouw, niemieckiej firmy założonej w Holandii celem obejścia ograniczeń traktatu wersalskiego. Zachęceni sukcesem przedsięwzięcia, Niemcy zdecydowali się złożyć zamówienie na budowę mniejszego, przybrzeżnego okrętu podwodnego. Rząd fiński zagwarantował sobie jednak prawo pierwokupu jednostki. Okręt, oznaczony jako „CV-707”, został zwodowany 10 maja 1933 roku. Do następnego roku trwały próby morskie prowadzone przez niemiecką marynarkę. W ich efekcie „CV-707” uznano za wzór dla 6 okrętów, które miały powstać w stoczni Deutsche Werke w Kilonii.
Po włączeniu do fińskiej marynarki wojennej w 1935 roku okręt otrzymał nazwę „Vesikko”. Podczas kolejnych sezonów żeglugowych trwało szkolenie załogi i ćwiczenia z pozostałymi okrętami flotylli („Vetehinen”, „Vesihiisi”, „Iku-Turso”, „Saukko”). Po wybuchu 30 listopada 1939 roku wojny zimowej „Vesikko” rozpoczął patrolowanie wód Zatoki Fińskiej. Pojawienie się pokrywy lodowej przerwało aktywność okrętu.
Po wybuchu tzw. wojny kontynuacyjnej w czerwcu 1941 roku „Vesikko” wraz z pozostałymi fińskimi okrętami podwodnymi powrócił do patrolowania wschodniej części Zatoki. 3 lipca zatopił radziecki frachtowiec. „Vesikko” nadzorował wody w północnej części Bałtyku, ale niewielka aktywność nieprzyjacielskiej floty zablokowanej w Leningradzie uniemożliwiała odnalezienie kolejnych celów. Radziecka ofensywa na Przesmyku Karelskim rozpoczęta w czerwcu 1944 roku wymusiła skierowanie okrętu do eskortowania jednostek ewakuujących fińskich żołnierzy. Zawieszenie broni podpisane we wrześniu 1944 roku zobowiązywało Finlandię m.in. do wycofania okrętów do baz. Ostatni rejs jako jednostka bojowa „Vesikko” odbył w grudniu 1944 roku; w styczniu 1945 roku aliancka komisja nadzorcza nakazała rozbrojenie wszystkich fińskich okrętów podwodnych.
Postanowienia traktatu paryskiego zawartego w 1947 roku zakazywały posiadania przez Finlandię okrętów podwodnych. Wszystkie jednostki tego typu z wyjątkiem „Vesikko” zostały sprzedane na złom w 1953 roku. W 1959 roku okręt został przekazany do muzeum w dawnej twierdzy morskiej na wyspie Suomenlinna (Helsinki). W lipcu 1973 roku „Vesikko” został udostępniony zwiedzającym.